# Sandra Fiegl
Sandra Fiegl (1984) è un'ex sciatrice alpina austriaca.

## Biografia
Attiva dal novembre del 1999, in Coppa Europa la Fiegl esordì il 17 febbraio 2002 a Bad Hofgastein in slalom speciale, senza completare la prova, ottenne il miglior piazzamento il giorno successivo nelle medesime località e specialità (41ª) e prese per l'ultima volta il via il 27 febbraio 2003 a Innerkrems in supergigante (50ª). Si ritirò al termine di quella stessa stagione 2002-2003 e la sua ultima gara fu uno slalom gigante FIS disputato l'11 aprile ad Arosa, chiuso dalla Fiegl al 28º posto; non debuttò in Coppa del Mondo né prese parte a rassegne olimpiche o iridate.

## Palmarès

### Campionati austriaci
- 1 medaglia:
  - 1 argento (combinata nel 2002)